# 斯特林費洛冰川
斯特林費洛冰川（英語：Stringfellow Glacier），是南極洲的冰川，位於葛拉漢地的戴維斯海岸，流經底特律高原，最終注入賴特冰山麓，由英國南極名稱諮詢委員會命名，現時由南極條約體系管理。由 Hunting Aerosurveys (1953-57)从航空照片中发现。由 UK-APC 以 John Stringfellow (1799-1883) 的名字命名，John Stringfellow (1799-1883) 是 1848 年第一架飞行的动力模型飞机的英国设计师。